# Homayoun Behzadi
Homayoun Behzadi (persa: همایون بهزادی) (Jorramabad, 20 de juny de 1942-Teheran, 22 de gener de 2016) va ser un futbolista iranià que jugava en la demarcació de davanter.

## Internacional

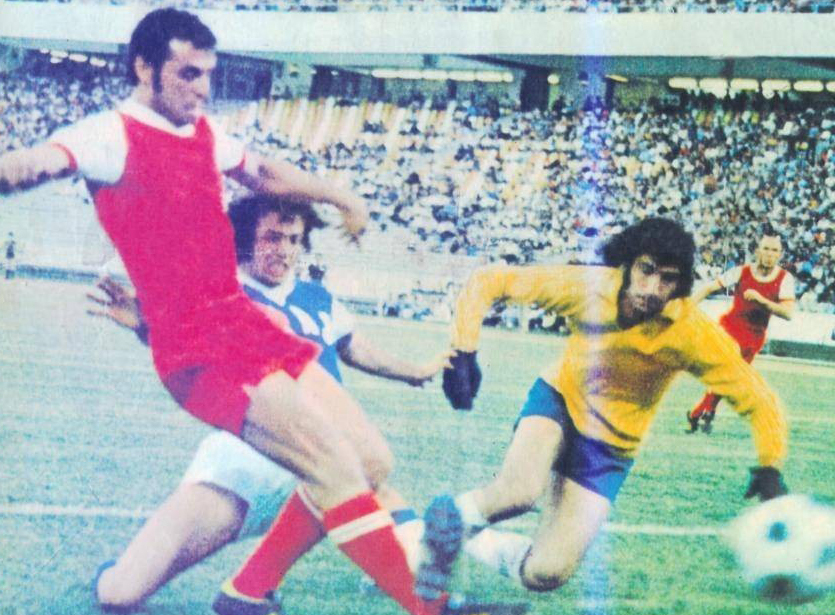
Behzadi jugant a Persepolis el 6 de setembre de 1973.

Va jugar un total de 35 partits amb la selecció de futbol de l'Iran. Va fer el seu debut l'1 de juny de 1962 en un partit amistós contra l'Iraq que va acabar amb un resultat d'1-1. A més va arribar a disputar la Copa Asiàtica, i va guanyar el títol en 1968 i en Copa Asiàtica 1972. El seu últim partit el va jugar contra Corea del Nord en un partit de classificació pels Jocs Olímpics de Múnic 1972 l'1 de juny de 1972.

## Clubs

### Com a futbolista
| Club                            | País | Any         |
| ------------------------------- | ---- | ----------- |
| Shahin FC                       | Iran | 1958 - 1967 |
| Paykan FC                       | Iran | 1967 - 1968 |
| Persepolis Tehran Football Club | Iran | 1968        |
| Paykan FC (cedit)               | Iran | 1968 - 1970 |
| Persepolis Tehran Football Club | Iran | 1970 - 1975 |

### Com a entrenador
| Club                            | País | Any  |
| ------------------------------- | ---- | ---- |
| Persepolis Tehran Football Club | Iran | 1975 |

## Palmarès

### Campionats nacionals
| Títol           | Club                            | País | Any  |
| --------------- | ------------------------------- | ---- | ---- |
| Iran Pro League | Persepolis Tehran Football Club | Iran | 1972 |
| Iran Pro League | Persepolis Tehran Football Club | Iran | 1974 |

### Campionats internacionals
| Títol         | Club                         | País | Any  |
| ------------- | ---------------------------- | ---- | ---- |
| Copa Asiàtica | Selecció de futbol de l'Iran | Iran | 1968 |
| Copa Asiàtica | Selecció de futbol de l'Iran | Iran | 1972 |